# Rosa Ponselle
Rosa Ponselle, född 22 januari 1897 i Meriden, Connecticut, död 25 maj 1981 i Baltimore, Maryland, var en amerikansk operasångare (sopran).
Hon upptäcktes av den berömde tenoren Enrico Caruso under ett vaudvilleframträdande med systern Carmela. Caruso tog med Ponselle till Metropolitan, där hon debuterade i Verdis opera Ödets makt den 15 november 1918. Under 1920-talet ansågs hon vara husets bärande krafter, där hennes mest berömda roller innefattade Aida, Leonora i Trubaduren, Santuzza i På Sicilien och titelrollen i Norma. Hon gjorde sitt sista framträdande där som Carmen 1937, endast 40 år gammal.
Nedslagskratern Ponselle på planeten Venus är uppkallad efter henne.